# Héron coiffé
Pilherodius pileatus
Genre
Espèce
Répartition géographique
Statut de conservation UICN

 LC  : Préoccupation mineure
Le Héron coiffé, anciennement Bihoreau blanc (Pilherodius pileatus) est une espèce d'oiseaux de la famille des Ardeidae, l'unique représentante du genre Pilherodius.

## Habitat
Il fréquente les rivières, marécages et lacs d'eau douce des savanes (les llanos au Venezuela) ou des forêts pluviales tropicales de montagne.

## Répartition
Son aire s'étend à travers la moitié nord de l'Amérique du Sud.

## Alimentation
Cet oiseau se nourrit de proies aquatiques tels que petits poissons, insectes aquatiques et leurs larves, grenouilles et têtards .

## Taxonomie
Le protonyme de cette espèce est Ardea pileata, donné par Boddaert en 1783. Ardea était le nom de genre donné aux hérons par Linné, et le terme pileatus signifie "coiffé d'un bonnet" en référence à son apparence.  
Le nom de genre de Pilherodius, utilisé par Reichenbach en 1853, est issu de la contraction de pileatus et de herodio, du grec ancien ερωδιός, "héron". 
L'espèce a ensuite été classée chez les Bihoreaux et appelé Nycticorax pileatus. Toutefois, comme il ne s'alimente pas la nuit, et que le plumage des jeunes n'est pas différent de celui des adultes, à la différence des Bihoreaux, il a ensuite été replacé chez les Ardeinae. 